# Solidago beaudryi
Solidago beaudryi là một loài thực vật có hoa trong họ Cúc. Loài này được B.Boivin miêu tả khoa học đầu tiên năm 1967.